# Leo Latz
Leo J. Latz (19. února 1903 – 2. května 1994 Chicago) byl americký lékař, který v roce 1932 přispěl k rozšíření tzv. kalendářové metody přirozeného plánování rodičovství ve Spojených státech.